# Heartbreaker (album Ryana Adamsa)
Heartbreaker je debitantski samostalni album alt country glazbenika Ryana Adamsa. Snimljen je u 14 dana u Woodland Studios u Nashvilleu u Tennesseeju.

## Popis pjesama
Sve pjesme napisao je Ryan Adams osim onih koje su drugačije označene.
1. "(argument with David Rawlings concerning Morrissey)" – 0:37
  - Rasprava o Morisseyjevoj pjesmi "Suedehead".
2. "To Be Young (is to be sad, is to be high)" – 3:04
  - Autori Ryan Adams i David Rawlings
3. "My Winding Wheel" – 3:13
4. "AMY" – 3:46
5. "Oh My Sweet Carolina" – 4:57
6. "Bartering Lines" – 3:59 
  - Autori Ryan Adams i Van Alston
7. "Call Me On Your Way Back Home" – 3:09
8. "Damn, Sam (I love a woman that rains)" – 2:08
9. "Come Pick Me Up" – 5:18
  - Autori Ryan Adams i Van Alston
10. "To Be the One" – 3:01
11. "Why Do They Leave?" – 3:38
12. "Shakedown on 9th Street" – 2:53
13. "Don't Ask for the Water" – 2:56
14. "In My Time of Need" – 5:39
15. "Sweet Lil Gal (23rd/1st)" – 3:39

## Popis izvođača

### Glazbenici
- Ryan Adams – akustična/ električna gitara/ harmonika/ klavir/ bendžo
- Ethan Johns – bubnjevi/ bas/ Chamberlin/ Glockenspiel/ B-3/ vibracije
- David Rawlings – vokal/ alustične/ električne gitare/ bendžo
- Gillian Welch – vokal/ bendžo/ akustična gitara/ električni bas/ glas "Lucy"
- Pat Sansone – klavir ("Oh My Sweet Carolina") Chamberlin/ klavijature na Bartering Lines/ klavir, ("Why Do You Leave" i "Come Pick Me Up")/ prateći vokal s Ethanom na "Winding Wheel"
- Emmylou Harris – vokal ("Oh My Sweet Carolina")
- Kim Richey – vokal ("Come Pick Me Up")
- Allison Pierce – vokal ("Why Do They Leave?")

### Produkcija
- Ethan Johns – producent, audio tehničar, audio mikser
- Patrick Himes – pomoćni tehničar
- Doug Sax – mastering
- David McClister – fotografija
- Gina Binkley – dizajn